# Espasantes
Espasantes (llamada oficialmente Santo Estevo de Espasantes) es una parroquia española del municipio de Pantón, en la provincia de Lugo, Galicia.

## Otras denominaciones
La parroquia también es conocida por el nombre de San Estevo de Espasantes.

## Organización territorial
La parroquia está formada por diecisiete entidades de población, constando quince de ellas en el nomenclátor del Instituto Nacional de Estadística español:

## Límites
Limita con las parroquias de Serode y Siós al norte, Vilamelle al este, Cangas al suroeste y Vilaescura al sureste, esta última perteneciente al municipio de Sober.

### Entidades de población
Entidades de población que forman parte de la parroquia:
- Barreal
- Cal (A Cal)
- Carballeira (A Carballeira)
- Casanova (A Casanova)
- Famulia (A Famulia)
- Fontao (O Fontao)
- Granxa (A Granxa)
- Laxes (As Laxes)
- Outeiro
- Pacios
- Quintá (A Quintá)
- Rousa
- Sabaraz
- Souto (O Souto)
- Vilaxilde

### Despoblados
Despoblados que forman parte de la parroquia:
- A Lama
- Lama do Río (A Lama do Río)

## Demografía
| Gráfica de evolución demográfica de Espasantes entre 2000 y 2020 |
|                                                                  |
| Datos según el nomenclátor publicado por el INE.                 |